# Pinguicula fontiqueriana
Pinguicula fontiqueriana är en tätörtsväxtart som beskrevs av A. Romo, J.B. Peris, G. Stübing. Pinguicula fontiqueriana ingår i släktet tätörter, och familjen tätörtsväxter. Inga underarter finns listade i Catalogue of Life.